# Ricardo Hoepers
Ricardo Hoepers (Curitiba, 16 de dezembro de 1970) é um bispo católico brasileiro. Em maio de 2023, foi nomeado bispo auxiliar de Brasília pelo Papa Francisco. É o atual Secretário Geral da Conferência Nacional dos Bispos do Brasil (CNBB).

## Trajetória
Até a nomeação, padre Hoepers estava como pároco na paróquia Santo Agostinho e Santa Mônica e diretor comunitário do Studium Theologicum em Curitiba. Nascido em 16 de dezembro de 1970, ingressou no Seminário Arquidiocesano São José aos 15 anos. Cursou Filosofia na Universidade Federal do Paraná e Teologia no Studium Theologicum. Em 1999 foi ordenado presbítero.
Fez mestrado e doutorado em Bioética e Teologia Moral na Academia Alfonsiana, em Roma. Atuou como professor na Faculdade Vicentina. Na trajetória como padre, foi diretor da Faculdade de Filosofia da Arquidiocese de Curitiba (2002-2003), coordenador geral do clero (2005 a 2008), membro do Conselho Presbiteral e do Colégio de Consultadores, além de assessor eclesiástico da Pastoral da Pessoa com Deficiência, no regional Sul 2 da CNBB. É autor do livro “Teologia Moral no Brasil: um perfil histórico”.

## Formação
Dom Ricardo estudou filosofia na Universidade Federal do Paraná e teologia no Studium Theologicum. ordenado padre no dia 31 de janeiro de 1999. Fez a especialização e o mestrado em bioética e doutorou-se em teologia moral na Accademia Alfonsiana, em Roma.

## Episcopado
No dia 17 de fevereiro de 2016, o Papa Francisco nomeou-o como bispo diocesano do Rio Grande. Sua ordenação episcopal ocorreu em 14 de maio de 2016, na Catedral Metropolitana de Curitiba, em missa presidida por Dom José Antônio Peruzzo.
No Regional Sul 3 da CNBB foi o referencial da Promoção e Defesa da Vida, na Pastoral Familiar.
No dia 13 de dezembro de 2017 foi empossado como Diretor do Instituto Superior de Formação Humanística da Universidade Católica de Pelotas (UCPel).
Em 2018, representou a CNBB numa audiência pública que debateu a descriminalização do aborto no Supremo Tribunal Federal (STF), o que fez com que fosse eleito em primeiro escrutínio para a presidência da Comissão para a Vida e a Família, na 57ª Assembleia Geral da CNBB, em 9 de maio de 2019, até 2023. Teve o mandato marcado pela oferta de diversos itinerários para as famílias, por meio da Comissão Nacional da Pastoral Familiar, e a reafirmação dos posicionamentos da Igreja na defesa da vida desde a concepção até o fim natural. Dom Ricardo e os demais membros e colaboradores da comissão articularam ações pastorais com movimentos eclesiais que atuam com famílias; reuniram agentes para atuar nas dimensões do Serviço à Vida e da Comunicação; criaram o Portal Vida e Família e o Hora da Família com encontros mensais, animado pelas indicações das Diretrizes Gerais da Ação Evangelizadora (DGAE 2019–2023). 
Dom Ricardo Hoepers também fez parte da Equipe de Animação Nacional do Sínodo 2021-2024 e, em 19 de setembro de 2019, foi eleito presidente para o quadriênio da Comissão Especial de Bioética da CNBB, articulando especialistas em iniciativas de formação e de embasamento para posições da Conferência na defesa, promoção e cuidado com a vida humana.
No dia 25 de abril de 2023, durante a 60° Assembleia Geral da Conferência Nacional dos Bispos do Brasil, foi eleito secretário geral da CNBB para o período de 2023-2027. Teve então que se mudar para Brasília, residindo da sede da CNBB. Apesar disso, Dom Ricardo seguiu como bispo diocesano de Rio Grande até que recebesse sua transferência para atuar como bispo auxiliar numa arquidiocese mais próxima de sua nova residência. Em 4 de maio, celebrou sua missa de despedida da diocese no Santuário Nossa Senhora de Fátima em Rio Grande.
Em 24 de maio de 2023 foi nomeado bispo auxiliar de Brasília, recebendo a sé titular de Tisdro.